# Legend of the Lost
Legend of the Lost est un jeu vidéo d'action développé par Video Vulture et publié par Impressions Games en 1990 sur Amiga et Atari ST. Le joueur y incarne un pilote de biplan qui doit sauver sa petite amie qui vient d'être enlevé. Il doit pour cela traverser plusieurs niveaux proposant différents types de gameplay. Dans le premier, il contrôle son biplan au dessus de la jungle et doit détruire les avions ennemis avant de pouvoir se poser. Il doit ensuite faire face à des rhinocéros ou encore éviter des chutes de rochers.

## Accueil
| Legend of the Lost       |      |       |
| Média                    | Pays | Notes |
| Amiga Action             | RU   | 48 %  |
| Amiga User International | RU   | 10 %  |
| ST Format                | RU   | 22 %  |
| Your Amiga               | RU   | 54 %  |